# Sühnekreuz (Landsberied)

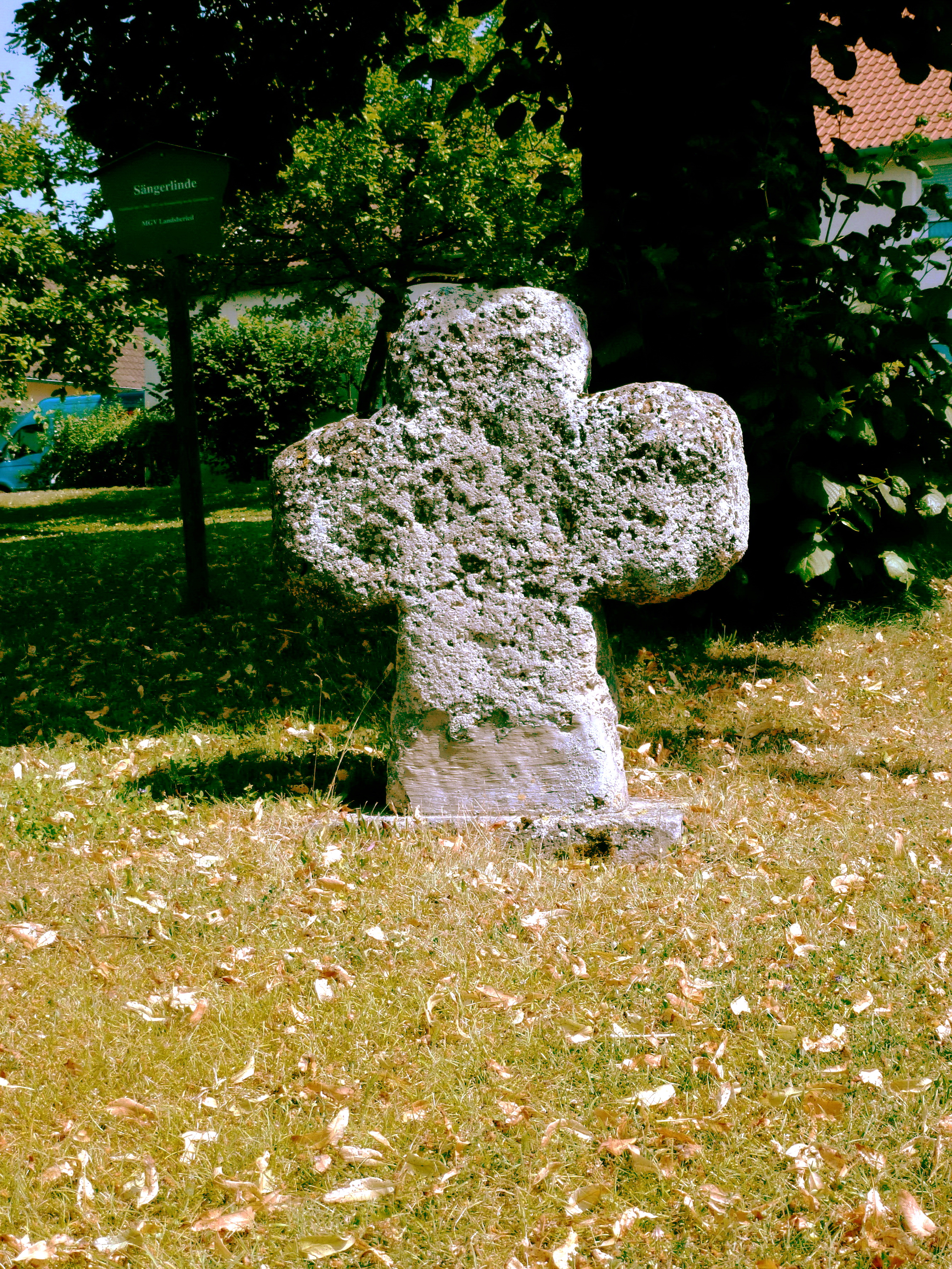
Sühnekreuz in Landsberied

Das Sühnekreuz in Landsberied, einer Gemeinde im oberbayerischen Landkreis Fürstenfeldbruck, stammt aus dem Spätmittelalter. Das Sühnekreuz an der Kreuzung der Hauptstraße mit der Schloßbergstraße ist ein geschütztes Kleindenkmal.
Das Kreuz aus Kalktuffstein wurde von einem anderen Standort hierher versetzt.